# Nowickia gussakovskyi
Nowickia gussakovskyi là một loài ruồi trong họ Tachinidae.